# Svatopluk Hrnčíř
Svatopluk Hrnčíř (21. května 1926 Lázně Bělohrad – 4. září 2014 Jičín) byl český spisovatel píšící především pro děti a mládež.

## Životopis
Hrnčíř začal studovat na reálném gymnáziu v Novém Bydžově. Za okupace studium přerušil a vyučil se knihkupcem. Roku 1945 odmaturoval a pak v letech 1945–1947 absolvoval Státní knihovnickou školu v Praze. Následně působil po většinu života jako redaktor v dětských časopisech. V roce 1948 spoluzakládal Ohníček, redaktorem byl i v časopisech Vpřed, Pionýr a Větrník, externě redigoval dětskou rubriku Slovíčko ve Svobodném slově. V redakcích časopisů pracoval až do roku 1986.
Přispíval pohádkami a povídkami do časopisů, které redigoval, a také do Sluníčka, Mateřídoušky, Čtyřlístku, Pionýrských novin, Sedmičky pionýrů. Od roku 2000 otiskuje fejetony a publicistické texty v Bělohradských listech.
Hrnčířova prozaická tvorba je zaměřena zejména na děti staršího školního věku a syžetově často vychází z modelu prázdninových dobrodružství (například Prázdniny s Pradědečkem nebo Ostrov uprostřed města). Pro mladší čtenáře jsou určeny jeho scénáře ke kresleným seriálům a komiksům na kterých často spolupracoval s Adolfem Bornem (například Příběhy profesora Semtamťuka, původně vycházející ve Čtyřlístku nebo Cour a Courek ve Sluníčku). Pod vlivem knih Jaroslava Foglara o Rychlých šípech napsal trilogii o Uctívačích ginga.
Publikoval také sci-fi povídky (začal roku 1946 v časopise Junák) a napsal rovněž vědeckofantastický román Případ skončil v pátek, který byl později zfilmován jako Zpívající pudřenka.
Za svůj život byl autorem více než dvaceti knih pro děti, dvaceti příběhů na pokračování v časopisech a dvou set povídek a čtyřiceti komiksů.
Jeho dcera Lenka Vybíralová je výtvarnicí a zabývá se především ilustrováním knih pro děti.

## Dílo

### Vlastní knihy
- Případ skončil v pátek (1959), vědeckofantastický román pro mládež o ztrátě dvou miniaturních radiotelefonních přístrojů vypadajících jako pudřenka.
- Zadržte auto s opičkou (1963), povídka pro děti.
- Prázdniny s Pradědečkem (1963), povídka pro mládež, veselé vyprávění o partě dětí, které prožívají o prázdninách různé příhody,.
- Ostrov uprostřed města (1976), román pro mládež s motivy dobrodružnými, detektivními a s problematikou chlapeckého přátelství.
- Únos krále hádanek (1977), povídka pro mládež, ilustrace Adolf Born.
- Cestovatel Komínek (1978), povídka pro děti.
- Příběh osmého trpaslíka (1979), povídka pro děti, ilustrace Adolf Born.
- Kamarád z planety Haf (1982), fantastická povídka pro děti.
- Kapsa ohnivého mloka (1983), povídka pro mládež.
- Cour a Courek (1983), komiks, ilustrace Adolf Born.
- Země Zet (1990), komiks, ilustrace Milan Ressel.
- Želva čeká v Babylónu (1990), povídka pro mládež.
- Detektivní kancelář Dvořák & Filip (1992), sbírka povídek pro mládež.
- Kouzelná koloběžka (1995), komiks,ilustrace Adolf Born.
- Talisman spiklenců (1996), povídka pro mládež.
- Lovci z Ohňové hory (1998), povídka pro mládež.
- Uctívači ginga – trilogie napsaná pod vlivem knih Jaroslava Foglara o Rychlých šípech:
  - Ostrov Uctívačů ginga: po stopách neznámých příběhů Rychlých šípů (1999), ilustrace Marko Čermák,
  - Poklad Uctívačů ginga: tajemství neviditelného srubu (2000), ilustrace Marko Čermák,
  - Maják Uctívačů ginga: bratrstvo ztraceného talismanu (2005), ilustrace Marko Čermák.
- Osada na konci světa (2003), povídka pro mládež.
- Klub dobrodruhů (2004), sbírka povídek pro mládež.
- Sedm sněhuláků a jiné případy pro začínající detektivy (2006), sbírka povídek pro mládež.
- Vynálezy pana Semtamťuka (2006), komiks, ilustrace Adolf Born.
- Karavana bratranců (2016), první vydání rukopisu z pozůstalosti.

### Překlady
- Edgar Rice Burroughs: Tarzan 1–5 (1990–1991), první tři díly vycházely původně v letech 1966–1971 na pokračování v časopise Pionýr, resp. Větrník:
  - Syn divočiny (1990), ilustrace Zdeněk Burian,
  - Vězeň pralesa (1990), ilustrace Zdeněk Burian,
  - Tarzanovy šelmy (1990), ilustrace Zdeněk Burian,
  - Tarzanův syn (1991), ilustrace Jiří Wowk,
  - Tarzan a poklad Oparu (1991), ilustrace Jiří Wowk.

## Filmové adaptace
- Zpívající pudřenka (1959), český film podle románu Případ skončil v pátek, režie Milan Vošmik.
- Kamarádi pana Semtamťuka (2001), český animovaný televizní seriál, režie Dagmar Doubková a Jan Sarkandr Tománek.